# Marc Meni (tribú militar)
Marc Meni (en llatí: Marcus Maenius) va ser un militar romà que va viure entre els segles IV aC i III aC. Formava part de la gens Mènia, una gens romana d'origen plebeu.
Era tribú dels soldats, i va morir en combat contra les tropes del cartaginès Magó al país dels gals ínsubres l'any 203 aC.